# Norvège au Concours Eurovision de la chanson 2023
La Norvège est l'un des trente-sept pays participant au Concours Eurovision de la chanson 2023, qui se tient du 9 au 13 mai 2023, à Liverpool au Royaume-Uni. Le pays est représenté par Alessandra Mele avec sa chanson Queen of Kings, sélectionnée au moyen du Melodi Grand Prix. Le pays se classe 5e avec 268 points lors de la finale.

## Sélection
Le diffuseur norvégien NRK confirme le 6 juin 2022 sa participation à l'Eurovision 2023, annonçant par la même occasion que le pays aura recours au Melodi Grand Prix pour sélectionner son représentant et sa chanson.

### Format
Le format de la soixante-et-unième édition du Melodi Grand Prix est remanié par rapport aux trois éditions précédentes: si, comme pour l'édition 2022, vingt-et-une chansons participent au concours, aucune d'entre elles n'est qualifiée d'office pour la finale. Le nombre de demi-finales passe de quatre à trois, avec sept chansons chacune. Le système de duels et le repêchage sont supprimés: les trois chansons recueillant le plus de votes du public se qualifient pour la finale, qui comporte donc neuf chansons.

Les résultats de la finale sont déterminés à 50 % par un jury de dix pays européens, et à 50 % par le public norvégien,.

Les trois demi-finales ont lieu aux Screens Studios à Nydalen, tandis que la finale a lieu au Trondheim Spektrum, à Trondheim. Les quatre shows sont animés par Arian Engebø et Stian "Staysman" Thorbjørnsen.

### Participants
La période de dépôt des candidatures est ouverte du 22 juin au 18 septembre 2022. Les vingt-et-un artistes sélectionnés et leurs chansons sont dévoilés le 4 janvier 2023. Parmi eux, on retoruce quatre anciens représentants norvégiens à l'Eurovision, à savoir Kate Gulbrandsen, Stig van Eijk, JOWST et Ulrikke, ayant respectivement participé aux éditions 1987, 1999, 2017 et 2020. Plusieurs autres artistes avaient également déjà participé à des éditions antérieures du Melodi Grand Prix, sans les remporter.

Les chansons sortent sept par sept, tous les lundis à partir du 9 janvier, suivant la demi-finale à laquelle elles participent.
| Interprète                  | Titre                  | Langue    | Paroles/Musique |
| --------------------------- | ---------------------- | --------- | --- |
| Akuvi                       | Triumph                | Anglais   | Anderz Wrethov, Andreas Stone Johansson, Beatrice Akuvi Hosen Kumordzie, Konstantinos Vlastaras                      |
| Alejandro Fuentes           | Fuego                  | Espagnol  | Alejandro Fuentes, Chris Young, Mateo Camargo, Nermin Harambašić                                                     |
| Alessandra                  | Queen of Kings         | Anglais   | Alessandra Mele, Henning Olerud, Linda Dale, Stanley Ferdinandez                                                     |
| Atle Pettersen              | Masterpiece            | Anglais   | Andreas Stone Johansson, Atle Pettersen, Hannah Dorothy Bristow                                                      |
| Bjørn Olav Edvardsen        | Turn Off my Heart      | Anglais   | Bjørn Olav Edvardsen, Christian Ingebrigtsen, Henrik Thala                                                           |
| Byron Williams Jr. et JOWST | Freaky for the Weekend | Anglais   | Byron Williams Jr., Joachim With Steen                                                                               |
| Eirik Næss                  | Wave                   | Anglais   | Amalie Olsen [no], Eirik Næss, Viktor Ljungqvist                                                                     |
| Eline Thorp                 | Not Meant to Be        | Anglais   | Andreas Stone Johansson, Eline Thorp, Elsa Søllesvik, Jonas Holteberg Jensen                                         |
| Ella                        | Waist                  | Anglais   | Isabell Røren Hannevig, Raphaela Antônia Souza Silva, Timothy John Adam Gosden, Tristan Henry                        |
| Elsie Bay                   | Love You in a Dream    | Anglais   | Andreas Stone Johansson, Elsa Søllesvik, Tom Oehler                                                                  |
| Jone                        | Ekko inni meg          | Norvégien | Audun Guldbrandsen, Christine Ekeberg, Christopher Colin Archer, Jonas Nes Steinset, Morten Franck, Silje Blandkjenn |
| Kate Gulbrandsen            | Tårer i Paradis        | Norvégien | Kate Gulbrandsen, Kjetil Mørland                                                                                     |
| Maria Celin                 | FREYA                  | Anglais   | Anna Timgren, Benjamin Alasu, Eirik Fjeld, Gaute Ormåsen, Sindre Timberlid Jenssen                                   |
| Rasmus Thall                | Tresko                 | Norvégien | Farida Louise Bolseth Benounis, Rasmus Simon Vedvik Thallaug, Robin Alexander Vedvik Helmersen                       |
| Sandra Lyng                 | Drøm D Bort            | Norvégien | Erlend Torheim, Ferdinann West, Kristina Blakli, Sandra Lyng                                                         |
| Skrellex                    | Love Again             | Anglais   | Jonas Gladnikoff, Kai Thomas Ryen Larsen, Michael James Down, Primož Poglajen, Will Taylor                           |
| Stig van Eijk               | Someday                | Anglais   | Beate Helen Thunes, Stig van Eijk                                                                                    |
| Swing'it                    | Prohibition            | Anglais   | Jonah Charles Hitchens, Martin Jarl Velsin, Sam Peter Norris, Vebjørn Mamen                                          |
| Tiril                       | Break It               | Anglais   | Benjamin Pinkus, Emelie Hollow, Emma Steinbakken, Lars Rossnes                                                       |
| Ulrikke Brandstorp          | Honestly               | Anglais   | Ben Adams, Christoffer Gunnestad, Helge Moen, Jim Bergsted, Joshua Oliver, Ulrikke Brandstorp                        |
| Umami Tsunami               | Geronimo               | Anglais   | Bjørn Olav Edvardsen, Carl-Henrik Wahl, Kristian Lund, Lasse Nymann, Sindre Jenssen, Torgeir Ryssevik                |

1. 1 2  Comporte également quelques phrases en italien.
2. ↑  Contient deux phrases en portugais brésilien et deux phrases en norvégien.
3. ↑  Contient une phrase en norvégien.
4. ↑  Contient une phrase en norvégien répétée plusieurs fois.

### Demi-finales

#### Demi-finale 1
La première demi-finale a lieu le samedi 14 janvier 2023. Les sept chansons qui y participent sortent le 9 janvier.
- Qualifiés

| Ordre | Interprète                  | Titre                  | Résultat  |
| ----- | --------------------------- | ---------------------- | --------- |
| 1     | Alessandra                  | Queen of Kings         | Qualifiée |
| 2     | Eirik Næss                  | Wave                   | Éliminé   |
| 3     | Rasmus Thall                | Tresko                 | Éliminé   |
| 4     | Kate Gulbrandsen            | Tårer i Paradis        | Éliminée  |
| 5     | Umami Tsunami               | Geronimo               | Qualifiés |
| 6     | Ulrikke Brandstorp          | Honestly               | Qualifiée |
| 7     | Byron Williams Jr. et JOWST | Freaky for the Weekend | Éliminés  |

#### Demi-finale 2
La deuxième demi-finale a lieu le samedi 21 janvier 2023. Les sept chansons qui y participent sortent le 16 janvier.
- Qualifiés

| Ordre | Interprète           | Titre               | Résultat  |
| ----- | -------------------- | ------------------- | --------- |
| 1     | Jone                 | Ekko inni meg       | Qualifié  |
| 2     | Sandra Lyng          | Drøm D Bort         | Éliminée  |
| 3     | Alejandro Fuentes    | Fuego               | Éliminé   |
| 4     | Swing'it             | Prohibition         | Qualifiés |
| 5     | Elsie Bay            | Love You in a Dream | Qualifiée |
| 6     | Ella                 | Waist               | Éliminée  |
| 7     | Bjørn Olav Edvardsen | Turn Off my Heart   | Éliminé   |

#### Demi-finale 3
La troisième demi-finale a lieu le samedi 28 janvier 2023. Les sept chansons qui y participent sortent le 23 janvier.
- Qualifiés

| Ordre | Interprète     | Titre           | Résultat  |
| ----- | -------------- | --------------- | --------- |
| 1     | Akuvi          | Triumph         | Éliminée  |
| 2     | Tiril          | Break It        | Éliminée  |
| 3     | Skrellex       | Love Again      | Qualifiée |
| 4     | Eline Thorp    | Not Meant to Be | Qualifiée |
| 5     | Stig van Eijk  | Someday         | Éliminé   |
| 6     | Maria Celin    | FREYA           | Éliminée  |
| 7     | Atle Pettersen | Masterpiece     | Qualifié  |

### Finale
La finale est diffusée le samedi 4 février 2023 en direct du Spektrum de Trondheim. Les neuf chansons qualifiées lors des trois demi-finales y participent; les résultats sont déterminés à 50 % par le vote du public et à 50 % par un jury international composé de dix pays, chaque pays étant représenté par cinq juges,.
- Première place
- Deuxième place
- Troisième place
- Dernière place

| Ordre | Interprète         | Titre               | Score | Score  | Score | Place |
| Ordre | Interprète         | Titre               | Jury  | Public | Total | Place |
| ----- | ------------------ | ------------------- | ----- | ------ | ----- | ----- |
| 1     | Jone               | Ekko inni meg       | 40    | 30     | 70    | 5     |
| 2     | Eline Thorp        | Not Meant to Be     | 42    | 18     | 60    | 6     |
| 3     | Skrellex           | Love Again          | 14    | 40     | 54    | 7     |
| 4     | Ulrikke Brandstorp | Honestly            | 60    | 78     | 138   | 2     |
| 5     | Umami Tsunami      | Geronimo            | 19    | 30     | 49    | 9     |
| 6     | Atle Pettersen     | Masterpiece         | 94    | 28     | 122   | 3     |
| 7     | Swing'it           | Prohibition         | 8     | 43     | 51    | 8     |
| 8     | Elsie Bay          | Love You in a Dream | 49    | 34     | 83    | 4     |
| 9     | Alessandra         | Queen of Kings      | 104   | 129    | 233   | 1     |

Le Melodi Grand Prix 2023 s'achève donc sur la victoire d'Alessandra, qui devient par conséquent la représentante norvégienne à l'Eurovision 2023,.

## À l'Eurovision
La Norvège participe à la première demi-finale, le mardi 9 mai 2023, et est le pays ouvrant la demi-finale. Il fut révélé lors des résultats que le pays fait des 10 pays ayant reçu le plus de points, il est révélé plus tard que la Norvège est arrivée 6e. Le pays s'est donc qualifié pour la finale du samedi 13 mai, ou il termina à la 5e place en recevant 52 points des jurys et 216 points du public soit un résultat total de 268 points.